# Олександер Лужницький
Олександер Лужницький (1940, Львів) — педагог, редактор, громадський і освітній діяч. Дійсний член НТШ (2009).

## Життєпис
Батьки — Григорій Лужницький та Ніна Лужницька. У дитячому віці разом з родиною переїхав до США, оселився у Філадельфії (1949).
1964 р. — у Пенсильванському університеті здобув ступінь магістра з східно-європейської історії.
1968 р. — здобув ступінь доктора історії в УВУ (Мюнхен).
У 1964-76 рр. — директор «Нашої Української Школи» (Філадельфія).
Екзикутивний заступник голови Шкільної Ради (2001—2003). Інспектор українських шкіл в Америці.
Автор ряду наукових праць з історії українського поселення в США.
Голова редакційної колегії ЕУД округи Філадельфії.